# Johann Sattler (Diplomat)

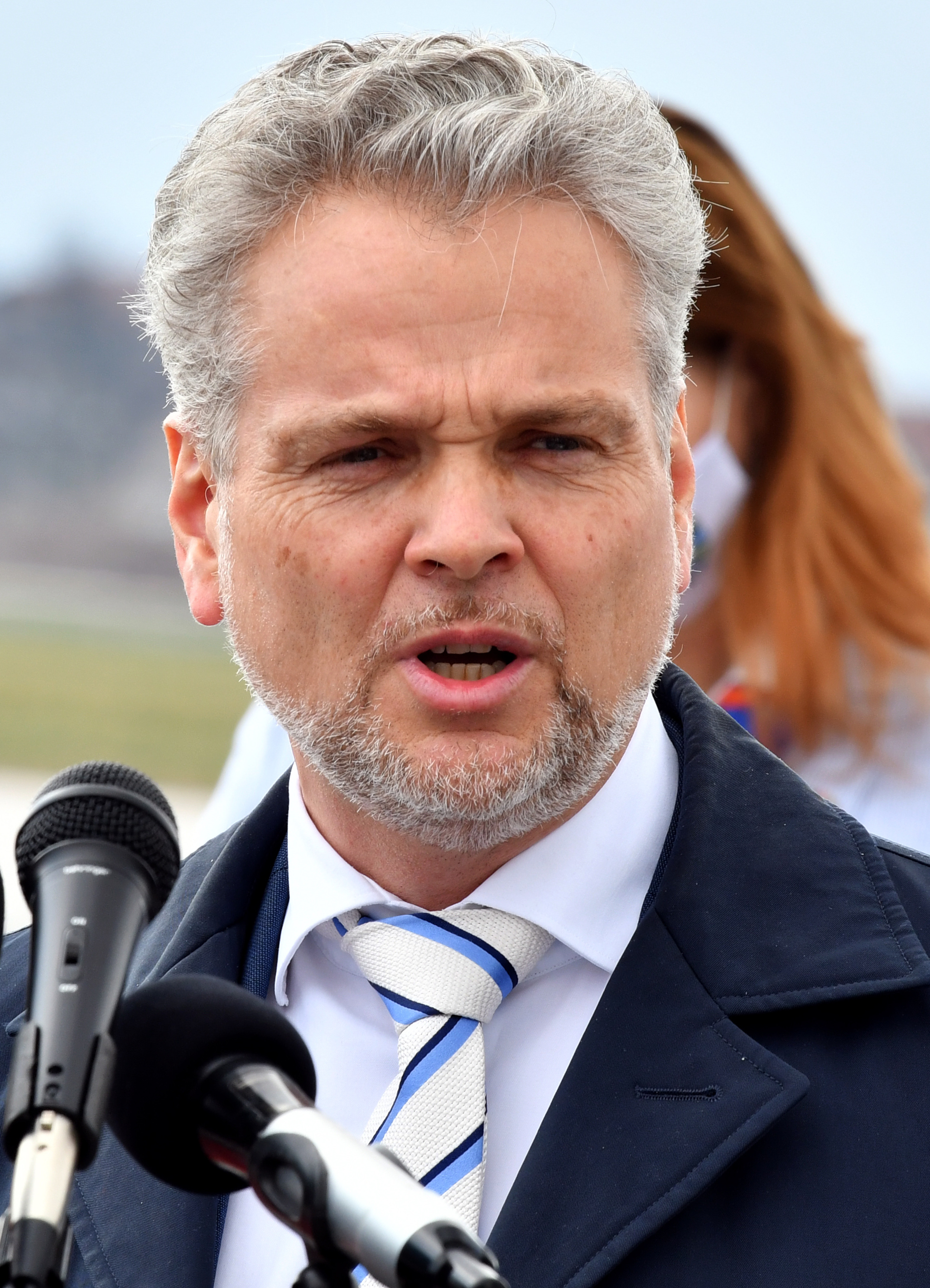
Johann Sattler (2021)

Johann Sattler (* 12. Januar 1969) ist ein österreichischer Diplomat. Seit 2024 ist er Delegationsleiter der EU in Montenegro. Von 2019 bis 2024 war er Sonderbeauftragter und Botschafter der EU in Bosnien und Herzegowina. Vorher war er von 2016 bis 2019 Botschafter der Republik Österreich in Tirana, Albanien.

## Leben
Johann Sattler studierte Politikwissenschaften und Slawistik an den Universitäten Innsbruck/Prag/Moskau. Von 1994 bis 1996 absolvierte er die Diplomatische Akademie in Wien. 2008 promovierte er an der Universität Wien.
1996 trat er in den diplomatischen Dienst der Republik Österreich ein. Von 1996 bis 2008 besetzte er verschiedene Posten im diplomatischen Dienst, wie z. B. stellvertretender Leiter im Büro des Generalsekretärs im Außenministerium, Botschaftsrat für politische Angelegenheiten an der österreichischen Botschaft in Washington sowie Kabinettsmitglied des EU-Sonderbeauftragten für Südosteuropa (Stabilitätspakt) in Brüssel.
Von 2008 bis 2013 war Sattler als Geschäftsführer/Herausgeber für die WAZ-Mediengruppe sowie für Axel Springer in Moskau.
2013 kehrte er in den diplomatischen Dienst zurück und leitete bis 2016 das Westbalkanreferat des Außenministeriums in Wien. 2016 wurde er als Botschafter nach Albanien entsandt und wechselte 2019 als Botschafter der Europäischen Union nach Bosnien und Herzegowina. 2024 wechselte er als EU-Botschafter nach Montenegro.